# توم مككولوك
توم مككولوك (بالإنجليزية: Tom McCulloch)‏ (10 فبراير 1964 - ) هو لاعب كرة قدم أسترالي في مركز الدفاع. شارك مع منتخب أستراليا لكرة القدم. أما مع النوادي، فقد لعب مع سيدني تايغرز وماركوني ستاليونز وهاكواه سيدني سيتي إيست ‏.

## وصلات خارجية
- توم مككولوك على موقع قاعدة بيانات كرة القدم.إي يو (الإنجليزية)
- توم مككولوك على موقع ناشيونال فوتبول تيمز (الإنجليزية)